# Michelle Larcherová de Britová
Micaela Larcher de Brito známá jako Michelle Larcherová de Britová nebo Michelle Britová (* 29. leden 1993, Lisabon) je portugalská profesionální tenistka. Dosud nevyhrála žádný turnaj WTA Tour.

## Osobní život
Rodina se přestěhovala do Spojených států ve věku Michelliných devíti let. Důvodem bylo přijetí do Tenisové akademie Nicka Bollettieriho v Bradentonu na Floridě. Jejím hlavním trenérem je otec António Larcher de Brito. Výborné tenisové výsledky již v mladém věku zaujaly vyhledávače talentů Nicka Bollettieriho, který prohlásil, že by měla dosáhnout první desítky žebříčku WTA.
Všeobecně známou se stala pro své výrazné výkřiky při úderech, které ruší protihráčky. Francouzka Aravane Rezaïová si na ní stěžovala ve 3. kole French Open 2009, že její hluk je nesnesitelný. Tento incident se stal posledním impulsem pro Mezinárodní tenisovou federaci, která bude projednávat možné zavedení tzv. "hlukové zábrany" do tenisových pravidel. Tím by mělo dojít k omezení intenzity a délky výkřiků tenisty při úderu. Trestem by pak měla být ztráta míče, hry až ukončení zápasu. „Nikoho tak hlasitého jsem skutečně ještě neslyšel,“ řekl na adresu tenistky český trenér David Kotyza.
S tenisem začala ve třech letech, preferuje hru od základní čáry a jejími oblíbenými povrchy jsou tráva a tvrdý povrch.

## Bilance ve Fed Cupu
V roce 2009 debutovala v portugalském Fed Cupovém družstvu. Její bilance je 2–1 na zápasy ve dvouhře (i celkově).